# Макарий (Кармазин)
Епископ Мака́рий (в миру Григорий Яковлевич Кармазин; 1 [13] октября 1875, Меджибож, Подольская губерния — 3 декабря 1937, Жаналык, Алма-Атинская область) — епископ Русской православной церкви, епископ Екатеринославский.
Причислен к лику святых Русской православной церкви в августе 2000 года.

## Биография
Родился 1 октября 1875 года в семье землемера. Окончил Подольскую духовную семинарию ,  (1898).
23 августа 1893 года был рукоположён во иерея к церкви села Витковец Каменецкого уезда Подольской губернии.
С 21 апреля 1900 года — священник церкви села Бандышевка Ямпольского уезда той же губернии.
С 1902 года — военный священник 8-го запасного кавалерийского полка. С 4 мая 1912 года — военный священник 152-го пехотного Владикавказского полка.
Во время Первой мировой войны, 2 марта 1915 года, был контужен, через несколько месяцев (21 июля) был вторично контужен и ранен, в связи с чем эвакуирован в госпиталь. По излечении 8 сентября 1915 года вернулся в полк. За пастырские труды и личное мужество был возведён в сан протоиерея. Был переведён в 729-й пехотный Новоуфимский полк. В качестве военного священника служил в Брест-Литовске, Галиции, Риге и других местах.
В 1918—1922 годы — священник на приходах Киевской епархии. Принял монашество.

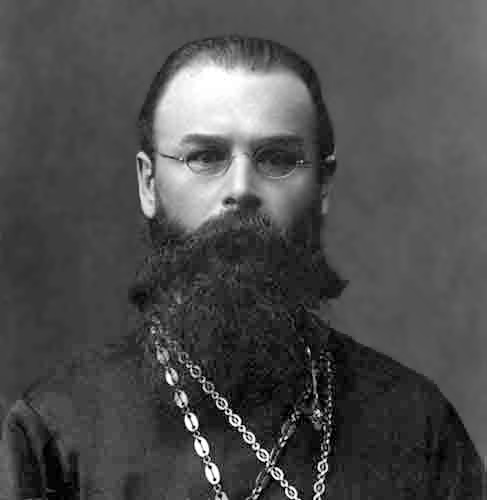

В 1922 году назначен епископом Уманским, викарием Киевской епархии.
22 января 1923 года Экзарх Украины митрополит Михаил (Ермаков), предвидя арест, составил завещательное распоряжение, согласно которому в случае устранения правящего архиерея управление епархией возлагалось одного из викариев Киевской епархии по старшинству с тем, чтобы и в случае ареста одного викария управление епархией принимал другой. Первым в списке был епископ Уманский Димитрий (Вербицкий), а епископ Макарий — вторым. 5 февраля последовал арест митрополита Михаила. В ночь на 4 апреля были арестованы викарии Киевской епископы Димитрий (Вербицкий), Назарий (Блинов) и Каневский Василий (Богдашевский), архимандрит Ермоген (Голубев) и другие священнослужители.
Приступивший к управлению Киевской епархией епископ Макарий (Кармазин) фактически возглавил православную иерархию на Украине.
Вокруг него стали консолидироваться сторонники Патриаршей Церкви на Украине. Вместе с ближайшим другом и единомышленником епископом Ананьевским Парфением (Брянских), епископ Макарий совершил тайные хиротонии наиболее твёрдых и верных сторонников Патриарха Тихона, способных к активной и плодотворной церковной работе. По инициативе епископа Макария было создано неподконтрольное ГПУ церковное управление, шла работа по созданию жизнеспособных церковных групп, состоящих из духовенства и мирян и действующих независимо от власти, собирались средства для ссыльных епископов. Большую помощь ему в этой работе оказывала двоюродная сестра Раиса Александровна Ржевская, вдова главного врача санитарного поезда имени Императора. Во время арестов и ссылок у неё хранились вещи, бумаги и адреса владыки, она передавала ему в ссылку необходимую информацию о положении дел в церкви.
В январе 1925 года епископ Макарий был арестован и роль негласного координатора православных украинских епископов стал играть другой Киевский викарий — епископ Таращанский Георгий (Делиев).
С 1925 года — епископ Екатеринославский и Новомосковский, затем снова арестован и после десятимесячного заключения выслан в Харьков, где пробыл по март 1927 года без права выезда.
Активно выступал против так называемого «григорианского движения» в Церкви, отрицавшего необходимость Патриаршества и первое время поддерживавшегося властями. Распространял обращения против «григориан».
В 1927 году арестован и сослан в Горно-Шорский район Томской области. По окончании срока с 1933 года проживал в Костроме, позже — в селе Селище Ивановской области. Создавал тайные домовые церкви, в которых готовились кандидаты для рукоположения. Осенью 1934 года вновь арестован, обвинён в том, что «является вдохновителем и руководит оперативно ликвидированной церковно-монархической контрреволюционной группой „ИПЦ“. Участниками группы и её вдохновителем велась развёрнутая агитация против Советской власти и проводимых ею мероприятий, распространялись контрреволюционные провокационные слухи о голоде в Советском Союзе, доходящем до людоедства, и т. д.». 17 марта 1935 года Особое Совещание при НКВД приговорила его к ссылке в Казахстан сроком на пять лет. В тот же день по решению того же Особого Совещания при НКВД к пяти годам ссылки в Казахстан была приговорена и Раиса Александровна Ржевская.
Ссылку отбывали в Каратальском районе на станции Уш-Тобе. Проводил тайные богослужения с участием самых близких и проверенных людей. В 1937 году к ссыльным присоединился высланный из Симферополя епископ Порфирий (Гулевич).
20 ноября 1937 года епископ Порфирий и епископ Макарий были арестованы. Обвинены в том, что они «проводили антисоветскую пропаганду и дискредитировали Советскую власть, а также поддерживали связь с контрреволюционными элементами, систематически получая от последних материальную помощь». Виновным себя не признали.
1 декабря 1937 года епископ Порфирий (Гулевич), епископ Макарий (Кармазин) и двоюродная сестра владыки Макария Раиса Александровна Ржевская постановлением тройки УНКВД Алма-Атинской области были приговорены к смертной казни. Расстрелян 3 декабря того же года.

## Канонизация и почитание
Причислен к лику святых Новомучеников и Исповедников Российских на Юбилейном Архиерейском соборе Русской православной церкви в августе 2000 года.
В календаре Русской Православной Церкви на 2013 год, выпущенном Издательством Московской Патриархии, память сщмч. Макария 20 ноября/3 декабря отсутствовала, в отличие от календаря 2012 года. Игумен Дамаскин (Орловский) в ходе конференции «Прославление и почитание святых», прошедшей в рамках Рождественских чтений, подтвердил, что «исправления в календарь внесены по инициативе Синодальной комиссии по канонизации святых и с благословения Патриарха Кирилла».